# قرار مجلس الأمن التابع للأمم المتحدة رقم 608
قرار مجلس الأمن الدولي رقم 608 لعام 1988 بتاريخ 14 يناير يطلب من إسرائيل إلغاء أمر ترحيل المدنيين الفلسطينيين وكفالة عودة من تم ترحيلهم فعلاً.